# کرنل گلن
کرنل گلن (انگلیسی: Cornell Glen؛ زادهٔ ۲۱ اکتبر ۱۹۸۱) یک بازیکن فوتبال اهل ترینیداد و توباگو است.
وی همچنین در تیم ملی فوتبال ترینیداد و توباگو بازی کرده‌است.